# Estudiantes de Mérida Fútbol Club
Estudiantes de Mérida Fútbol Club es un club de fútbol profesional venezolano con sede en Mérida, estado Mérida. Es uno de los clubes tradicionales del fútbol venezolano y actualmente juega en la Primera División de Venezuela y disputa sus partidos como local en el Estadio Metropolitano de Mérida
Fue fundado el 4 de abril de 1971. Ha logrado dos campeonatos Nacionales primera división, Siete subcampeonatos de primera división y Dos títulos de Copa Venezuela, con 5 Subtítulos de Copa Venezuela, ha llegado a cuartos de final de la Copa Libertadores de América,  miembro de la Federación Venezolana de Fútbol y establecido en la ciudad andina de Mérida. Siendo este unos de los clubs más antiguos del fútbol venezolano. Se encuentra en la tercera posición de la tabla histórica de primera división de liga futve.
El mismo es de reconocida trayectoria nacional e internacional, habiendo participado en eventos internacionales como la Copa Libertadores de América, Copa Sudamericana, Copa Simón Bolívar, Copa Conmebol y Copa Merconorte, así como también ha ganado varios campeonatos de ámbito regional y nacional durante su historia. Fue considerado el mejor equipo venezolano del siglo XX según la IFFHS.

## Historia
Fue fundado el 4 de abril de 1971 por el doctor Guillermo Soto Rosa, Con el apoyo del entonces "Rector Magnífico" de la Universidad de Los Andes, el Dr. Pedro Rincón Gutiérrez, y del Dr. Briceño Ferrigni, Gobernador del estado Mérida en ese momento, se llevaron a cabo las gestiones necesarias para convertir esta visión en realidad y se conforma la primera junta directiva con Luis Alberto Jiménez Ron (Primer presidente de la institución), acompañado de Jorge Pereyra, José Arano y Elio Scanu.
El uniforme sería una camiseta a rayas rojas y blancas, pantalón color azul, medias blancas con rayas horizontales; diseño inspirado en los colores del Colegio San José de Mérida, y del club de fútbol Athletic Club ya que la mayoría de los promotores del equipo había sido exalumnos del citado plantel. Se definió como segundo uniforme, la camiseta a rayas verdes y blancas, pantalón blanco y medias blancas.
Fue el 12 de octubre que pisó por primera vez el gramado del estadio Guillermo Soto Rosa ante unas 10 000 personas para vencer 2-1 al Deportivo Portugués, con goles del uruguayo José Chiazzaro (Goleador histórico de la institución) y el brasileño César Marqués. En 1980 bordó su primera estrella al quedarse con el campeonato nacional, y repitió en 1985. Su mejor participación internacional se dio en la Copa Libertadores de 1999, competencia en la que alcanzó los cuartos de final.
A lo largo de su historia, el club ha celebrado el éxito con dos títulos de Primera División de Venezuela ganados en 1980 y 1985, y dos títulos de la Copa Venezuela ganados en 1971 y 1975. Estudiantes de Mérida ha tenido la oportunidad de competir en diversas ediciones de la Copa Libertadores y otras competencias internacionales.
En el año 2006 desciende a la Segunda División de Venezuela luego de caer derrotado 4 a 2 contra Deportivo Italmaracaibo, siendo esta la peor temporada de la institución y así cortando una racha de 35 años disputando la primera división sin nunca antes haber descendido.
Su regreso a la Primera División se da rápido al siguiente año, en 2007 regresa a la máxima categoría del balompié Venezolano.
En su regreso a Primera División tuvo cerca de coronarse campeón del Torneo Clausura de 2009, donde le tocó enfrentar a su archirrival el Deportivo Tachira en la última jornada del torneo en el Estadio Pueblo Nuevo, partido que Finalizó empatado a 3 goles por bando. 
En dicha fecha estaban disputándose el título estos dos equipos y el Caracas Fútbol Club, quien al final del día se llevó el torneo tras haberle ganado al Zamora Fútbol Club en Barinas, mientras que el "clásico andino" finalizó empatado a tres goles. Cabe mencionar que por los resultados parciales de la fecha Estudiantes estuvo campeón por quince minutos.
En el año 2016, luego de años anteriores de malas gestiones y malos resultados! Llegó un cambio gerencial. De la mano de la Familia Toni! Con los hermanos Cristian y César, el equipo comienza a mejorar la parte administrativa y por ende se fueron dando mejores resultados, dónde se califica en 3 años continuos a torneos internacionales 
En el año 2019 se obtiene el título del Torneo Apertura venciendo al Mineros de Guayana, en el partido de Ida en el Metropolitano de Mérida ante unas 38mil personas se igualó 0 a 0, y la Vuelta en el CTE Cachamay empatando a 0. Y Estudiantes obteniendo el título en la tanda de penales 2 a 0.
Estudiantes enfrentaría por el título absoluto del 2019 al Caracas FC que era el campeón del Torneo Clausura. El partido de ida en el estado Mérida el 11 de diciembre en el estadio Guillermo Soto Rosa, el partido quedaría 1 a 1 con goles de Edson Rivas y 
Carlos Espinoza respectivamente. El partido de vuelta se desarrollaría en la Capital del país en el estadio Universitario de la UCV. Con resultado de 1 a 1 con goles de Jesús Arrieta y Jesús Meza
respectivamente. El empate obligaría a definir la final en tanda de penales. Con resultado de 4 a 3 a favor del Caracas FC y así obteniendo su título número 12 de la Primera División de Venezuela
El 22 de julio de 2022 fallece trágicamente el presidente de Estudiantes de Mérida, cuando en la avioneta que se transportaba se estrella dejando fallecidos al Presidente Cristian Toni y los otros 5 tripulantes. (Lamentablemente seis personas fallecieron tras el siniestro de la aeronave YV3304 en Charallave con destino a Puerto Cabello», indicó el viceministro en un mensaje en su cuenta de Twitter). Tras la muerte del presidente todo los equipos del fútbol venezolano mostraron sus condolencias y se acuerda en suspender la jornada que correspondía del torneo local.
El 22 de enero de 2023, tras días de incertidumbre sobre el futuro del club. Llega a Mérida el nuevo presidente de Estudiantes. El joven empresario Raúl Carreño. Que fue recibido por varios aficionados del equipo rojiblanco en el aeropuerto Alberto Carnevalli de la ciudad de Mérida. Lo que representó la salvación del equipo.
El 14 de marzo de 2023, anuncia la construcción de su Sede Deportiva de Estudiantes de Mérida, sueño que tenía toda la afición y personas dolientes de la institución.
El 7 de septiembre de 2023, se inaugura su primera tienda oficial de equipo Estudiantes de Mérida.
Desde el 12 de octubre de 2023, se conmemora el Día del Hincha Rojiblanco, por ese sentimiento sincero, por ese apoyo que siempre ha estado en las buenas y en las malas siendo de nuestros más valiosos activos de la institución.
El 11 de diciembre de 2023, Estudiantes de Mérida y el presidente Raúl Carreño establece un convenio institucional con la Universidad de Los Andes de la mano de su Rector Mario Bonucci, para la recuperación y uso de las instalaciones del Estadio Ulpiano Cobos de Campo de Oro Mérida.
El 8 de julio de 2024, Estudiantes de Mérida adquiere su primera casa club para albergar a los jugadores del mañana; las instalaciones llevarán el nombre de Eduardo Borrero, exjugador y director técnico en diferentes etapas de la institución y seleccionador nacional en torneo preolímpico y eliminatorias.
El presidente Raúl Carreño asume con mucho ánimo lo que representa ser el propietario de este equipo tan importante en el país, a pesar de que se rumorea que pueda estar involucrado con el gobierno del dictador Nicolás Maduro.

## Indumentaria
- Uniforme Titular: Camiseta roja con franjas blancas verticales, pantalón azul, medias rojas.
- Uniforme Alternativo: Camiseta verde Navidad con una franja blanca vertical en el centro, pantalón blancas, medias blancas.

### Evolución de los uniformes titulares
| 2002 | 2011 | 2012 | 2013 | 2014-2015 | 2016 | 2022 | 2023 |

### Evolución de los uniformes suplentes
| 2012 | 2014-2015 | 2016 | 2016 Tercera | 2022 | 2023 | 2022 Tercera 2023 Tercera |

### Indumentaria
| Periodo     | Proveedor            |
| ----------- | -------------------- |
| 1996-1997   | Puma                 |
| 2001-2002   | Reebok               |
| 2002-2004   | Puma                 |
| 2004-2005   | Walon                |
| 2005-2006   | Bandera de Venezuela |
| 2006-2007   | Joma                 |
| A-2007      | Skyros               |
| C-2008      | FSS                  |
| A-2008      | Mitre                |
| 2009-2010   | Puma                 |
| 2011        | Veralima             |
| A-2012      | Frosinone            |
| C-2013      | Runic                |
| A-2013-2016 | Academia SW          |
| 2017        | Puma                 |
| 2018-2021   | Ulter                |
| 2022        | RS                   |
| 2023        | Clash                |
| 2023        | New Arrival          |
| 2023-2024   | EMFC1971 (Econtex)   |

## Estadio
Desde sus inicios, Estudiantes ha jugado de local en el Estadio Guillermo Soto Rosa, que cuenta con una capacidad para 16.500 espectadores. Se ubica en el Complejo Polideportivo Los Andes de la ciudad de Mérida, sin embargo, tras la construcción de nuevas instalaciones deportivas en el estado Mérida con miras a la realización de los Juegos Nacionales de Venezuela Andes 2005 y posterior Copa América Venezuela 2007, el conjunto académico mudó sus presentaciones de local al Estadio Olímpico Metropolitano de Mérida el cual tiene un aforo para 42.200 espectadores, lo que le presta mejores condiciones tanto a los jugadores por su calidad de infraestructura, como a los fanáticos por su comodidades; dichas instalaciones se encuentran ubicadas dentro del Complejo Olímpico Metropolitano 5 Águilas Blancas en la región sur de la Ciudad de Mérida, sector conocido como "Zumba" entre los límites con la Ciudad de Ejido.

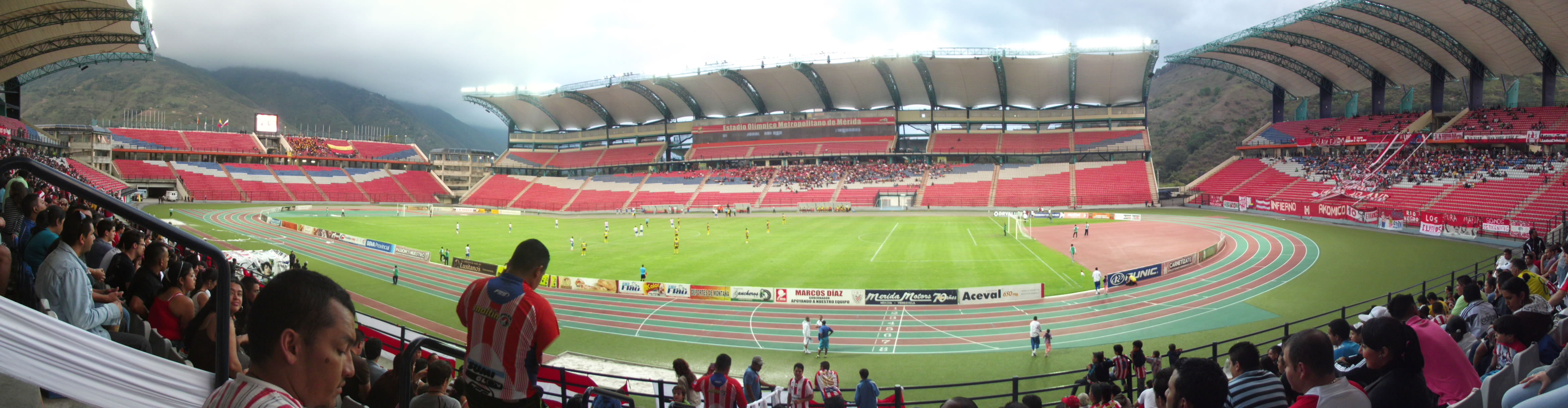
Panorámica del Estadio Metropolitano de Mérida desde la tribuna este.

## Fanaticada

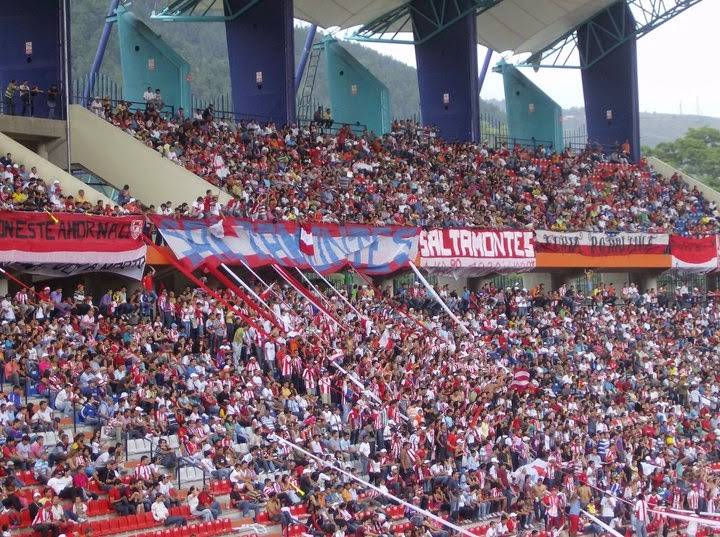
Fanáticos de Estudiantes

Mérida es una de las ciudades con gran acervo futbolístico en Venezuela. El equipo del pueblo posee una organización de fanáticos o fanaticadas: Infierno Akadémico y  "Los Saltamontes fundada en el 2007.
Al contar con tradición en la práctica y el fanatismo hacia el fútbol, Mérida es considerada como una de las zonas más prolíficas del balompié venezolano. Estudiantes de Mérida Fútbol Club se caracteriza por tener unas de las fanaticadas más consecuentes del país contando con concurrencia habitual en las gradas.

## Rivalidades

### Clásico Andino
El Clásico andino del fútbol venezolano es un partido de fútbol que enfrenta a dos de los equipos más laureados de los Andes venezolanos. Cuenta con una amplia trayectoria, habiéndose disputado en 165 oportunidades con 48 victorias del Estudiantes de Mérida, 47 empates y 70 victorias para el Deportivo Táchira. El primer encuentro entre ambas oncenas data del año 1975 (con victoria 3 a 2 para los "merideños") y continuando hasta el día de hoy.
Se han realizado partidos abarcando varias competiciones: Liga Venezolana, Copa Venezuela, Copa Libertadores y Copa Sudamericana.
Su rivalidad data desde el primer enfrentamiento (1975) y con los años se fue agudizando, por la cercanía geográfica entre Mérida y San Cristóbal (191 km); estos clubes son denominados "grandes" del fútbol nacional, ambos han llegado a cuartos de final de la Copa Libertadores y durante el siglo XX dominaron la liga.
| Competencia       | Partidos Jugados | Ganados Táchira | Partidos Empatados | Ganados Estudiantes | Goles de Táchira | Goles de Estudiantes |
| ----------------- | ---------------- | --------------- | ------------------ | ------------------- | ---------------- | -------------------- |
| Primera División  | 128              | 53              | 36                 | 39                  | 170              | 133                  |
| Copa Venezuela    | 31               | 14              | 10                 | 07                  | 36               | 27                   |
| Copa Libertadores | 04               | 02              | 01                 | 01                  | 06               | 03                   |
| Copa Conmebol     | 02               | 01              | 00                 | 01                  | 07               | 06                   |
| Copa Sudamericana | 01               | 00              | 01                 | 00                  | 01               | 01                   |
| Total             | 166              | 70              | 48                 | 48                  | 220              | 170                  |

*Actualizado hasta el 14 de agosto del 2019

### Clásico Añejo
El encuentro entre Portuguesa FC y Estudiantes de Mérida es uno de los clásicos más añejo (entiéndase el más antiguo) del fútbol venezolano. El primer partido disputado por estas oncenas fue el 28 de mayo de 1972 por Copa Venezuela, en las ciudades gemelas dejando un empate de 1-1 con goles de Chiazzaro al 73 y Cholo Mendoza al minuto 79, convirtiéndolo así en el clásico más antiguo en vigor en el país.
| Competencia       | Partidos Jugados | Ganados Portuguesa | Partidos Empatados | Ganados Estudiantes | Goles de Portuguesa | Goles de Estudiantes |
| ----------------- | ---------------- | ------------------ | ------------------ | ------------------- | ------------------- | -------------------- |
| Primera División  | 113              | 45                 | 33                 | 35                  | 126                 | 108                  |
| Copa Venezuela    | 18               | 05                 | 05                 | 08                  | 24                  | 27                   |
| Copa Libertadores | 06               | 02                 | 03                 | 01                  | 07                  | 03                   |
| Total             | 137              | 52                 | 41                 | 44                  | 157                 | 138                  |

*Actualizado hasta el 10 de agosto 2024

### Clásico de la Montaña
La rivalidad contra el extinto ULA FC, con el que disputaba el "Clásico de la montaña", fue una de las rivalidades más antiguas del fútbol venezolano, ya que esta se ha disputado un total de 88 veces en torneos internacionales, copa Venezuela y amistosos donde se tiene un historial de 28 victorias para el conjunto académico y 26 para el disuelto universitario y con un total de 33 empates , el llamado "Clásico de la montaña" solo se disputó en Amistosos y enfrentamientos por copa Venezuela, ya que el conjunto Universitario nunca participó en la máxima categoría del balompié nacional.
| Equipo                               | Victorias | Empates |
| ------------------------------------ | --------- | ------- |
| Estudiantes de Mérida Fútbol Club    | 28        | 33      |
| Universidad de Los Andes Fútbol Club | 26        | 33      |

## Datos del club
- Fundación: 4 de abril de 1971.
- Temporadas en 1.ª: 52 (1972 - 2005-06, 2007-08 - Presente).[2]
- Temporadas en 2.ª: 1 (2006-07).
- Mayor goleada conseguida:
  - En campeonatos nacionales: 
Estudiantes de Mérida 8–0 Universitarios de Oriente (1975).
Trujillanos 0-7 Estudiantes de Mérida (2021).
  - Hermanos Colmenárez 2-5 Estudiantes de Mérida (2022)
  - En torneos internacionales:
 Estudiantes de Mérida 3–0  Monterrey (1998).
 Estudiantes de Mérida 3–0  Cerro Porteño (1998).
 Estudiantes de Mérida 3–0  América de Cali (2000).
- Mayor goleada recibida:
  - En campeonatos nacionales:
 Táchira 5–0 Estudiantes de Mérida (1979)
 Zulia 5–0 Estudiantes de Mérida (2016)
  - En torneos internacionales:
 Monterrey 5–1 Estudiantes de Mérida (1998).
 Bella Vista 5–1 Estudiantes de Mérida (1999).
 Fortaleza 6–1 Estudiantes de Mérida (2023).

- Primer gol del equipo:  José Chiazzaro (12 de octubre de 1971)
- Gol 500 del equipo:   Juan José Scarpeccio
- Gol 2000 del equipo:  Javier Guillén (11 de agosto de 2012)
- Mejor puesto en la liga: 1.º.
- Peor puesto en la liga: 16.º (2010-11 y 2011-12).
- Mejor Participación Internacional:
  - Copa Conmebol 1999 (Cuartos de Final) y Copa Libertadores 1999 (Cuartos de final).

## Participaciones Internacionales
El equipo académico fue uno de los equipos Venezolanos mejor ubicado en la Copa Libertadores de América junto con Deportivo Táchira y Caracas al llegar a cuartos de final de la edición 1999
| Torneo                           | Ediciones |
| -------------------------------- | --- |
| Copa Libertadores de América (7) | 1977 (Fase de grupos), 1978 (Fase de grupos), 1981 (Fase de grupos), 1982 (Fase de grupos), 1987 (Fase de grupos), 1999 (Cuartos de Final), 2020 (Fase de grupos). |
| Liguilla Pre-Libertadores (2)    | 1999 (Eliminatoria previa), 2003 (Eliminatoria previa). |
| Copa Sudamericana (5)            | 2018 (Primera fase), 2019 (Primera fase), 2020 (Segunda fase), 2022 (Primera fase), 2023 (Segunda Fase).                                                           |
| Copa Merconorte (1)              | 2000 (Fase de grupos) |
| Copa Conmebol (2)                | 1997 (Ronda preliminar), 1999 (Cuartos de Final). |

### Estadísticas
| Torneo                        | Part. | PJ | PG | PE | PP | GF | GC  | Dif. | Puntos |
| ----------------------------- | ----- | -- | -- | -- | -- | -- | --- | ---- | ------ |
| Copa Libertadores de América  | 7     | 52 | 14 | 9  | 29 | 57 | 95  | -38  | 51     |
| Copa Sudamericana             | 5     | 9  | 1  | 2  | 6  | 3  | 17  | -14  | 5      |
| Pre - Libertadores de América | 2     | 12 | 5  | 2  | 5  | 17 | 22  | -5   | 17     |
| Copa Merconorte               | 1     | 6  | 2  | 1  | 3  | 9  | 11  | -2   | 7      |
| Copa Conmebol                 | 2     | 6  | 2  | 1  | 3  | 3  | 5   | -2   | 7      |
| Total                         | 17    | 68 | 19 | 12 | 37 | 71 | 116 | -45  | 69     |

## Plantilla

### Altas Torneo 2025
| Altas                   | Altas        | Altas    | Altas                    | Altas |
| Jugador                 | Nacionalidad | Posición | Procedencia              | Tipo  |
| ----------------------- | ------------ | -------- | ------------------------ | ----- |
| Joel Infante            | Venezuela    | DEL      | Anzoátegui FC            |       |
| Henry Plazas            | Venezuela    | DEF      | Boyacá Chico             |       |
| Jesús Hernández Córdova | Venezuela    | DEL      | Once Caldas              |       |
| Antonio Romero          | Venezuela    | DEL      | Zamora Fútbol Club       |       |
| Héctor Espínola         | Paraguay     | POR      | Tacuary Football Club    |       |
| Johan Moreno            | Venezuela    | MED      | Portuguesa Fútbol Club   |       |
| Kavier Ortiz            | Ecuador      | MED      | Internacional de Barinas |       |
| Joynner Rivera          | Venezuela    | DEF      | Internacional de Barinas |       |

### Bajas Torneo 2025
| Bajas                 | Bajas        | Bajas    | Bajas                      | Bajas |
| Jugador               | Nacionalidad | Posición | Destino                    | Tipo  |
| --------------------- | ------------ | -------- | -------------------------- | ----- |
| Beycker Velásquez     | Venezuela    | POR      | Agente libre               |       |
| Néstor Canelón        | Venezuela    | MED      | Agente libre               |       |
| Elías Alderete        | Argentina    | DEL      | Monagas SC                 |       |
| Franklin Carabalí     | Ecuador      | DEF      | Club Deportivo El Nacional |       |
| Rodrigo Romero        | Venezuela    | DEF      | Portuguesa Fútbol Club     |       |
| Luis Arenas           | Venezuela    | DEL      | Anzoátegui Fútbol Club     |       |
| Yaimil Medina         | Venezuela    | MED      | Anzoátegui Fútbol Club     |       |
| Roberto Ordóñez Ayoví | Ecuador      | DEL      | Cuenca Juniors             |       |
| Jorge Páez            | Venezuela    | MED      | Agente libre               |       |
| Aldair Peña           | Venezuela    | POR      | Agente libre               |       |
| Wilfredo Peña         | Venezuela    | MED      | Agente libre               |       |

## Distinciones individuales

### Máximo Goleadores Históricos
| #    | Nombre               | Goles |
| ---- | -------------------- | ----- |
| 1.º  | José Chiazzaro       | 129   |
| 2.º  | Ildemaro Fernández   | 87    |
| 3.º  | Juan José Scarpeccio | 84    |
| 4.º  | Ruberth Morán        | 82    |
| 5.º  | Iván García          | ?     |
| 6.º  | Hernán Raices        | 46    |
| 7.º  | Martín Brignani      | 43    |
| 8.º  | Rodolfo Carvajal     | 37    |
| 9.º  | Jesús Gómez          | 31    |
| 10.º | José Torrealba       | 21    |

#### Goleadores en campeonatos nacionales
| Año                                   | Jugador            | Goles |
| ------------------------------------- | ------------------ | ----- |
| Primera División de Venezuela 1973    | José Chiazzaro     | 13    |
| Primera División de Venezuela 1974    | José Chiazzaro     | 15    |
| Primera División de Venezuela 1982    | Germán Montero     | 21    |
| Primera División de Venezuela 1997/98 | José Luis Dolgetta | 22    |
| Primera División de Venezuela 2000/01 | Martin Brignani    | 12    |
| Copa Venezuela 2008                   | Dúvier Riascos     | 5     |
| Copa Venezuela 2012                   | Pierre Pluchino    | 7     |

#### Goleadores en campeonatos Internacionales
| Año                    | Jugador       | Goles |
| ---------------------- | ------------- | ----- |
| Copa Libertadores 1999 | Ruberth Morán | 6     |

### Juvenil del año
- Angelo Peña: (Primera División de Venezuela 2008-09)

### Portero del año
- Alejandro Araque: (Primera División de Venezuela 2022)

### Dorsales retirados
- Número 19  Carlos de Castro, 2009-2010, 2012-2015.

### Jugadores destacados que pasaron por la institución
```
 
Juan José Scarpeccio

 
Jesús Gómez

 
Carlos de Castro

 
Martín Brignani

 
José Chiazzaro

 
Ruberth Morán

 
Richard Páez

 
Mario Napilotti

 
Chuy Vera

 
René Torres

 
Ildemaro Fernández

 
Leonel Vielma

 
Juan Carlos Scaminacci

 
José Torrealba

 
Carlos Ancheta

 
Jesús Meza

 
Juan Carlos Zambrano

 
Hernán Raíces

 
Miguel Ángel Rivas

 
Elvis Martínez

 
Mario Omar Mendez

 
Luis Mendoza

 
Alonso Dávila

 
Alejandro Araque

 
Rafael Dudamel

 
Carlos María Conde

 
José Nabor Gavidia

 
Medardo Cloquell

 
Gustavo Cardarelli

 
Duvier Riascos

 
Gustavo Durán

 
Chanchi Estévez

 
Angelo Peña

 
Jesús Vargas

 
José Urruzmendi

 
Ricardo David Páez

 
William Díaz

 
Héctor Salvador Minniti

 
José Luis Dolgetta

 
Manuel Rodríguez

 
Héctor Bidoglio

 
Simao Saturnino

 
Víctor Campaz

 
Gabriel Urdaneta

 
Luis Vallenilla

 
Hernán Raices

 
Engelberth Briceño

 
Nelson Zelaya

 
René Salasar

 
Álvaro Pereira

 
Leopoldo Jiménez

 
Cristian Casseres

 
Rodolfo Carvajal

 
Hugo Briceño

 
Roberto Carboni

 
Carlos Javier López

 
Oswaldo Mackenzie

 
Emerson Panigutti

 
Leo Morales

 
Rafael Romo

 
Tito Rojas

 
Ronald Ramírez

 
Álvaro José Domínguez

 
Alexis Messidoro

 
Oscar Sainz

 
Luis Barrios

 
Walter Avalos

 
Andrew Páez

 
Efraín Viafara

 
Ferley Villamil

 
Nelson Olveira

 
Félix Golindano

 
Orlando Maturana

 
Javier Villafráz

 
Edson Tortolero

 
Humberto Osorio

 
Mauricio Romero

 
Luciano Ursino

 
Andrés Rouga

 
Giancarlo Maldonado

 
Lucas Nania

  
Bryan Aldave

 
Juan Esteban Ortiz

 
Ángel Hernández
 

 
Andreé González

 
Kuki Martins

 
Jean-Roland Dartiguenave

 
Mauro Antonio Caballero

 
Wilson Mena

 
Jaime Moreno Ciorciari

 
Marcel Guaramato

 
Elías Alderete

 
Roberto Ordóñez Ayoví

 
Franklin Carabalí

 
Ervin Zorrilla

 
Alexis Doldán

 
Marlon Fernández
```

## Entrenadores

### Cuerpo técnico actual
- Director Técnico: Jesús Ortiz
- Asistente Técnico: Ender Mancilla
- Preparador físico:  Douglas Pirela
- Asistente de Preparador físico: Ildemaro Fernández-René Maldonado
- Preparador de arqueros:  José Gregorio Rodríguez-Hugo Aguilar
- Fisioterapeuta:  Orlaida Acosta
- Kineciólogo:  Carlos Carbonell
- Asistente de Video: Claudio Silva
- Utileros:  Daniel Álvarez-Stiven Albornoz-Jorman Peña
- Médicos:  Dr. Haisam Bahsas-Dr. Renne Pernia-Dr. Yanier Zambrano
- Nutricionista:  Kevin Echenique
- Psicóloga: Victoria Aguilera
- Director Deportivo: Omar Labrador
- Coordinación Técnica: Efrén Balza y Miguel Perdomo
- Asesor Deportivo: Eduardo Borrero
- Delegado: Carlos Carvajal
- Jefe de Prensa: Jesús Mendoza López
- Medios Audiovisuales: Roberto Rojas

### Directores Técnicos anteriores
| Director Técnico                 | Período    |
| -------------------------------- | ---------- |
| Antonio Julio de la Hoz          | 1971       |
| Walter Roque                     | 1976-1978  |
| Ramon Rodriguez                  | 1980       |
| Carlos Arce                      | 1981       |
| Antonio D'Acorsso                | 1982       |
| Ivan García                      | 1985       |
| Eduardo Borrero                  | 1987-1989  |
| Emilio Campos                    | 1987       |
| Antonio Carlos Viera             | 1991-1995  |
| Carlos Horacio Moreno            | 1995-1996  |
| Richard Páez                     | 1997-1999  |
| Ratomir Dujković                 | 2000-2001  |
| Santiago Escobar                 | 2001-2002  |
| Juan Eugenio Jiménez             | 2007       |
| Eduardo Borrero                  | 2007       |
| Liberio Mora                     | 2008       |
| Chuy Vera                        | 2008       |
| José Nabor Gavidia               | 2009       |
| Rafael Dudamel                   | 2009-2010  |
| Rafael Santana                   | 2011       |
| Amleto Bonaccorso                | 2011       |
| Chuy Vera (2° Mandato)           | 2011-2013  |
| Manuel Plasencia                 | 2013-2014  |
| Franciso Moreno                  | 2014- 2015 |
| Raymond Páez                     | 2015- 2016 |
| Ruberth Morán                    | 2016       |
| Juan Cruz Real                   | 2017       |
| José Nabor Gavidia (2.º mandato) | 2018       |
| Martín Brignani                  | 2018-2020  |
| Leonel Vielma                    | 2021-2022  |
| Leo González                     | 2022       |
| Ali Cañas                        | 2023       |
| Franklin Lucena                  | 2023-2024  |
| Daniel Farias                    | 2024-2025  |
| Jesús Ortiz                      | 2025-      |

### Presidentes de la institución
| Presidentes del Club                  | Período        |
| ------------------------------------- | -------------- |
| Luis Alberto Jiménez Ron              | 1971-1974      |
| Manuel Padilla Hurtado (1° Mandato)   | 1974-1979      |
| Ramón Chiarelli Gómez                 | 1980-1981      |
| Amadís Cañizales Patiño               | 1982-1983      |
| Manuel Padilla Hurtado (2° Mandato)   | 1983-1985      |
| Humberto Zambrano Román               | 1985-1987      |
| Guillermo Soto Rosa                   | 1988-1989      |
| Luis Hugo Velásquez                   | 1989-1991      |
| Yolanda Briceño de García             | 1991-1994      |
| Alfredo Febres Córdero                | 1994-1996      |
| Álvaro Calderón Rivas                 | 1996-1997      |
| César Guillén Lamus (1° Mandato)      | 1997-2000      |
| Alcides Monsalve Cedillo (1° Mandato) | 2000-2003      |
| Juan Carlos Lobo Serrano              | 2004-2005      |
| Jorge Segundo Cegarra                 | 2005-2007      |
| Héctor Albarrán                       | 2008-2009      |
| Alcides Monsalve Cedillo (2° Mandato) | 2010-2011      |
| César Guillén Lamus (2° Mandato)      | 2011-2013      |
| Frank Castillo                        | 2013-2016      |
| Christian Toni (+)                    | 2016- 2022     |
| Cesar Toni                            | 2022- 2023 (I) |
| Raul Carreño                          | 2023-Actual    |

## Palmarés
Nota: Indicador del récord del torneo 
Torneos nacionales (7)
| Competición nacional                | Títulos     | Subcampeonatos                           |
| ----------------------------------- | ----------- | ---------------------------------------- |
| Primera División de Venezuela (2/7) | 1980, 1985  | 1976, 1977, 1981, 1986, 1998, 2002, 2019 |
| Torneo Apertura (2/2)               | 2001, 2019. | 1998, 1999                               |
| Torneo Clausura (1/1)               | 1998.       | 1999                                     |
| Copa Venezuela (2/5)                | 1971, 1975  | 1972, 1973, 1988, 2008 y 2012.           |

### Torneos internacionales oficiales
- Subcampeón Copa Simón Bolívar (1): 1976-I.[5]

### Torneos amistosos
- Torneo Feria del Sol (5): 1975, 1979,[4] 2002, 2009,[6] 2011[7]
- Copa Grupo Nemer (1) (Barinas): 2024
- Copa por Amor a Mérida (1): 2025

## Fútbol femenino
Es un equipo de fútbol profesional Venezolano a nivel femenino que es Estudiantes de Mérida Fútbol Club (femenino) en el 2023 participó en la Superliga femenina, torneo equivalente a la máxima división del fútbol femenino en Venezuela, llegó a los cuartos de final en ese Torneo.
Fue campeón en 3 ocasiones de la liga Nacional Femenina (1ra División), 1999, 2004 y 2005